# 서울애화학교
서울애화학교(-愛話學校)는 서울특별시 강북구 미아동에 소재하는 사립 특수학교이다. 청각장애 및 지적장애 학생들을 위한 교육환경을 만들기 위해 유치원, 초등학교, 중학교, 고등학교, 전공과 과정이 통합된 형태의 학교이다.

## 연혁
- 1976년 3월 27일 : 개교